# Tokumei Sentai Go-Busters vs. Kaizoku Sentai Gokaiger: The Movie
Tokumei Sentai Go-Busters vs. Kaizoku Sentai Gokaiger: The Movie (特命戦隊ゴーバスターズVS海賊戦隊ゴーカイジャー THE MOVIE, Tokumei Sentai Gōbasutāzu Tai Kaizoku Sentai Gōkaijā Za Mūbī)(Tạm dịch: Chiến đội đặc mệnh Go-Busters đối đầu Chiến đội hải tặc Gokaiger) là một phần trong series phim Super Sentai VS, kể về cuộc gặp gỡ của các nhân vật của Tokumei Sentai Go-Busters và Kaizoku Sentai Gokaiger. Bộ phim được phát hành vào ngày 19 tháng 1 năm 2013. Đây là lần xuất hiện đầu tiên của Super Sentai thứ 37 mang tên Zyuden Sentai Kyoryuger.

## Câu chuyện
Từ thời xa xưa vốn đã xuất hiện 5 Ranger Key thần thoại. Sau khi hoàn thành nhiệm vụ ở Trái Đất, 6 Gokaiger đã du hành đến hành tinh Zangyack, tại đây họ đã tiêu diệt được gần hết đội quân nhưng do Bacchus Gills liên kết với Enter nên Gokaiger đã bị thua. Gokai Galleon cũng hoàn toàn bị phá hủy nên 5 Gokaiger phải đầu hàng làm tay sai cho Zangyack và Vaglass, còn Gai và Navi chạy trốn về Trái Đất. Sau đó, Bacchus Gills dẫn 5 Gokaiger quay lại Trái Đất tìm Ranger Key thần thoại. Tại đây 5 Gokaiger chạm trán với Go-Busters. Sau khi sử dụng sức mạnh của Goggle V và Timeranger để đánh bại Go-Busters thì Enter xuất hiện và tìm ra chiếc Ranger Key thần thoại cuối cùng. Tuy nhiên các Ranger Key đó đã bị hút vào 1 lỗ không gian để đưa về quá khứ. Khi đó Trái Đất chỉ còn Red Buster, Blue Buster, Beet Buster, các Buddyroid và vẹt Navi. Khi Gai ở trong chiều không gian đã đến sự giúp đỡ của gia tộc Shiba (siêu nhân thần kiếm) để gửi thư về hiện tại và nhờ có sức mạnh tối thượng của Timeranger nên các Go-Busters đã quay trở về quá khứ để cứu các Gokaiger cũng như đồng đội của mình.